# Fernanda Motta
Pour les articles homonymes, voir Motta.
Fernanda Motta est un mannequin brésilien née le 29 mai 1981 à Campos dos Goytacazes. Elle est la présentatrice de l'émission Brazil's Next Top Model.